# Aimée Rapin
Aimée Rapin (Payerne, 14 december 1868 - Genève, 8 mei 1956) was een Zwitserse kunstschilderes.

## Biografie
Aimée Rapin was een dochter van Jules Samuel, een handelaar, en van Adeline Quidort. Ze was een zus van Oscar Rapin. Hoewel ze zonder armen werd geboren, wist ze van kinds af aan piano te spelen, te schrijven, paard te rijden, te dansen, te zwemmen en vooral vakkundig te tekenen met haar voeten. Ze verbleef in een pensionaat en werd onder voogdij geplaatst na het overlijden van haar vader.
Ze volgde schilderlessen bij Théophile Bischoff in Lausanne en vanaf 1884 aan de école des beaux-arts in Genève bij Henri Hébert, Hugues Bovy en Barthélemy Menn. In 1887 was ze in Genève stichtend lid van de Société de secours entre artistes et amis des beaux-arts en later ook van de Société mutuelle artistique. Haar werk viel in de smaak tijdens de Wereldtentoonstelling van 1889 in Parijs, waarna er verscheidene bestellingen voor nieuwe werken volgden. Ze maakte verschillende reizen doorheen Europa en Noord-Afrika. In totaal bestaat haar œuvre uit ongeveer 3.000 werken, waaronder hoofdzakelijk pastelwerken, portretten, stillevens en landschappen.
Rapin ligt op de begraafplaats Cimetière des Rois in Genève begraven (grafnummer 366) met haar partner Stéphan Elmas.